# Lamprochernes chyzeri
Lamprochernes chyzeri – gatunek zaleszczotka z rodziny Chernetidae. Zamieszkuje Europę i zachodnią część Azji.

## Taksonomia
Gatunek ten opisany został po raz pierwszy w 1882 roku przez Ödöna Tömösváry’ego pod nazwą Chernes (Lamprochernes) chyzeri. Później Lamprochernes wyniesiony został do rangi osobnego rodzaju. Lokalizacją typową są Malé Ozorovce na Słowacji. Epitet gatunkowy nadano na cześć węgierskiego arachnologa Kornéla Chyzera.

## Morfologia
Zaleszczotek ten ma prosomę nakrytą karapaksem o zarysie prostokątnym i powierzchni niemal całkiem gładkiej. Na karapaksie nie występuje cucullus, a poprzeczna bruzda subbazalna jest słabo zaznaczona. Dwie pary oczu umieszczone są w pobliżu przedniej krawędzi karapaksu. Niektóre tergity i sternity są przynajmniej częściowo podzielone. Porastające ciało i nogogłaszczki szczecinki są długie, delikatnie ząbkowane i spiczasto zakończone. Szczękoczułki zwieńczone są szczypcami; ich palec ruchomy ma jeden lub dwa ząbki położone przedwierzchołkowo oraz szczecinkę galealną położoną subdystalnie. Nogogłaszczki zaopatrzone są w szczypce o palcach z dodatkowym ząbkowaniem. Gruczoły jadowe obecne są w palcach ruchomych, natomiast place nieruchome są ich pozbawione. W przypadku palca nieruchomego odległość między trichobotrium it a czubkiem palca jest większa niż odległość między trichobotriami ist i isb. Udo nogogłaszczka osiąga od 0,51 do 0,67 mm długości. Krętarz nogogłaszczka wyposażony jest w stożkowaty i spiczasto zakończony guzek. Wszystkie cztery pary odnóży krocznych pozbawione są kolców na biodrach. Czwarta para odnóży ma golenie zaopatrzone w umieszczoną dość odsiebnie szczecinkę dotykową.

## Występowanie
Gatunek zachodniopalearktyczny. Znany jest z Wielkiej Brytanii, Niemiec, Szwajcarii, Austrii, Włoch, Danii, Szwecji, Norwegii, Finlandii, Łotwy, Polski, Czech, Słowacji, Węgier, Rumunii, Bułgarii, Chorwacji, Serbii, Czarnogóry, Macedonii Północnej, Kazachstanu, Gruzji i Turcji.